# La Ville-aux-Dames
La Ville-aux-Dames település Franciaországban, Indre-et-Loire megyében. Lakosainak száma 5575 fő (2022. január 1.). La Ville-aux-Dames Larçay, Montlouis-sur-Loire, Rochecorbon, Saint-Pierre-des-Corps és Vouvray községekkel határos.

## Népesség
A település népességének változása:
| Lakosok száma | 1915 | 3481 | 4193 | 4520 | 5061 | 5305 | 5487 | 5585 | 5593 | 5575 |
|               | 1968 | 1982 | 1990 | 2006 | 2013 | 2015 | 2017 | 2019 | 2020 | 2022 |